# 新疆中基实业
新疆中基实业股份有限公司位于新疆维吾尔自治区乌鲁木齐市，隶属新疆生产建设兵团，是中国最大的番茄加工商，深圳证券交易所上市公司，证券代码：000972　证券简称：新中基。

## 历史
成立于1994年，从事农业种植，畜禽养殖；农副产品的加工、销售，出口业务。新疆中基所生产的Chalkis牌番茄酱已经占世界交易量的18%. 年生产能力38 万吨，居世界同行第二位。企业已整体通过ISO9000：2000 质量体系认证和ISO14001环境质量认证。HACCP认证公司生产的“Chalkis”番茄制品取得了欧共体BCS认、犹太教认证、美国汉斯公司食品生产企业考核一认证等多项国际认证。